# Церковь Иоанна Богослова на Витке
Церковь Иоа́нна Богосло́ва на Ви́тке (в некоторых источниках «в Радоковицах») — православный храм в Великом Новгороде, на правом берегу реки Волхов, в месте впадения в него небольшой речки Витки. С 2001 года принадлежит Санкт-Петербургской и Тверской епархии Русской православной старообрядческой церкви.

## История
Каменная церковь Иоанна Богослова была заложена в 1383 году непосредственно за кольцом Окольного города, в урочище Радоковицы, у места где в прошлом в Волхов впадала маленькая речка Витка (эта речка позднее была перекопана при постройке вала Окольного города, в настоящее время на ее месте сточная канава). Строительство церкви было закончено в 1384 году.
Представляет собой трёхнефную, одноапсидную, однокупольную прямоугольную в плане постройку с размером основания около 8×11 м. Центральные нефы перекрыты коробовыми сводами, внутри, у западной стены устроены хоры. Здание повторяет характерные черты новгородского зодчества 2-й половины XIV века.
В стенах церкви имеется несколько каменных закладных крестов, типичных для новгородских церквей начиная с середины XIV века.
В древности фасады храма имели трёхлопастные завершения, позже были заменены щипцами, по которым была положена восьмискатная кровля. В XVI веке с запада был пристроен каменный притвор с тёплым Успенским приделом, на фундаменте которого в XVII—XVIII веках была сооружена пристройка с небольшой звонницей.
Первоначально церковь являлась главным храмом небольшого Богословского женского монастыря. Монастырь был упразднен в 1764 году, после чего церковь функционировала как приходской храм.
В 1799 году к церкви была пристроена невысокая колокольня в стиле классицизма.
В середине 1920-х годов церковь была закрыта. Колокольня в 1929 году была продана на слом. Добытый кирпич планировалось использовать для строительства городской электростанции. Позднее помещения церкви использовались как склад располагающейся рядом лодочной станции.
В годы Великой Отечественной войны храм серьезно пострадал. В аварийном состоянии находился юго-восточный угол храма, который грозил обрушением. В 1946 году он был временно укреплен с помощью системы бревенчатых подпор. Около 1948 году в главу ударила молния, она частично разрушила кровлю и северо-западную часть кладки барабана.
В 1952 году была проведена реставрация под руководством архитектора Любови Шуляк. В ходе работ на южном фасаде был раскрыт и восстановлен заложенный в XIX веке древний перспективный портал. Над порталом была выявлена композиция из трёх окон с двумя узкими нишами между ними (подобная композиция имеется также на фасаде церкви Спаса на Ильине улице и на фасаде церкви Петра и Павла в Кожевниках).

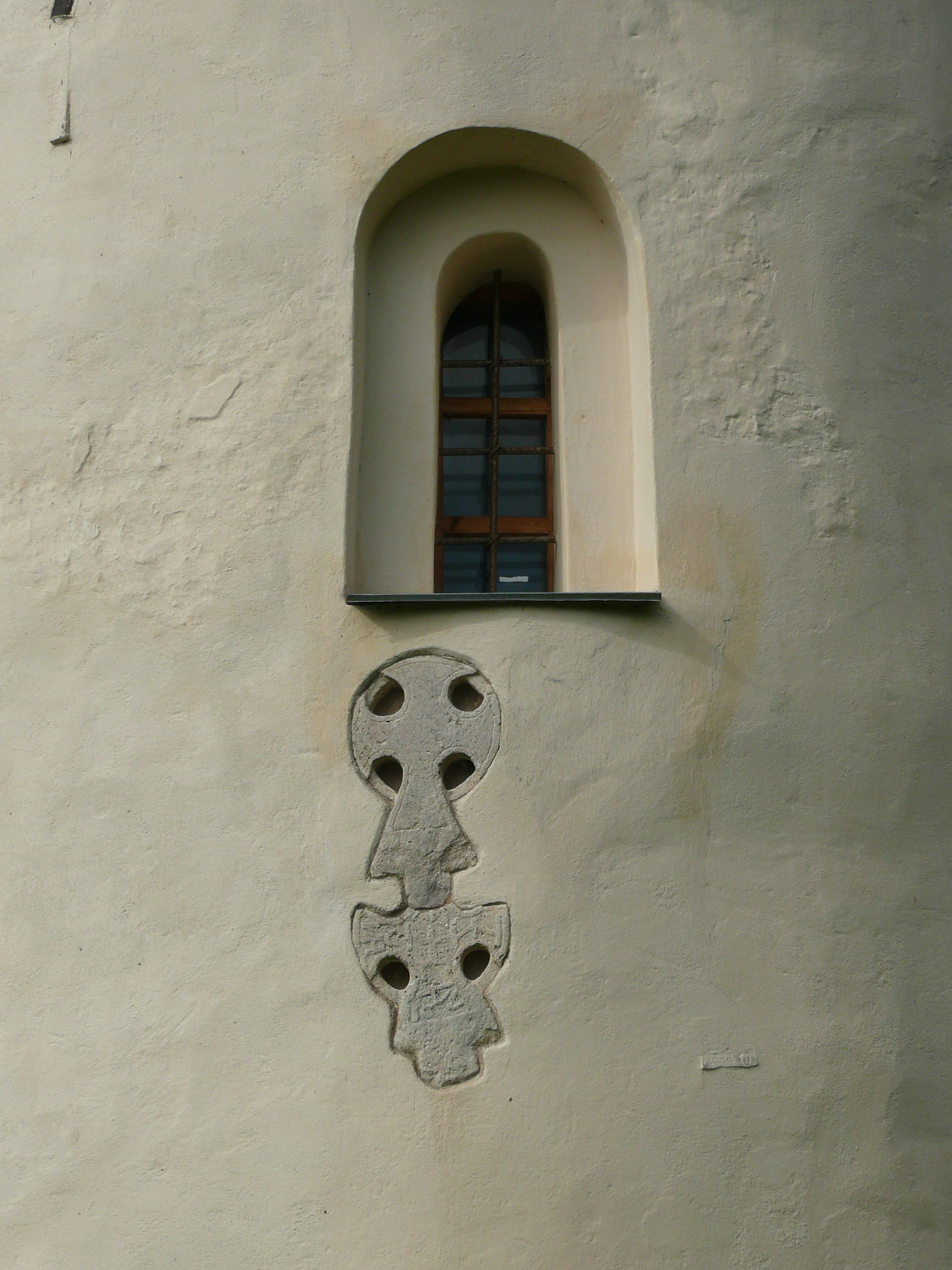
Апсида

В 2001 году церковь Иоанна Богослова на Витке была передана новгородской общине Русской православной старообрядческой церкви, после чего в течение нескольких лет, с частичным привлечением федеральных средств и, в основном, на средства общины был проведён ряд реставрационно-восстановительных работ под руководством арх. В. А. Дружинина и Г. М. Кулаковой. В частности, были отреставрированы стены с внешней стороны церкви, выполнены работы у основания постройки по всему периметру, внутри церкви отремонтирована трапезная, центральные храмовые помещения. При снятии со стен поздних наслоений штукатурки (XIX век) на ранних слоях были обнаружены средневековые рисунки и надписи. В храме также частично воссоздан традиционный древнерусский тябловый иконостас, иконы в котором крепятся не в столярных рамах, а устанавливаются в пазах длинных брусьев, закреплённых в кладке стен. Реставрационные работы были в основном завершены к 14 ноября 2004 года — в этот день старообрядческий епископ Киевский и всея Украины Савватий (Козка) торжественно освятил храм.
В настоящее время церковь является действующим старообрядческим приходом. Настоятелем с 2006 года служит иерей Александр Панкратов.